# Georges Brassens
Georges Brassens (22. října 1921 Sète – 29. října 1981 Saint-Gély-du-Fesc) byl francouzský písničkář.

## Dílo
Georges Brassens napsal více než 200 písní. Asi 130 z nich je zaznamenáno v jeho vlastním provedení na sérii 14 dlouhohrajících alb. Dále zhudebňoval a interpretoval také starší francouzské básníky (např. F. Villona, P. Verlaina, V. Huga nebo L. Aragona), za jejichž přímého pokračovatele je považován.
Svými jízlivými texty napadal pokrytectví, upjatost a zpátečnictví francouzské společnosti. Jako člověk se sklonem k anarchistickému hnutí zvlášť s oblibou mířil proti násilí, institucionalizaci a vykonavatelům moci všeho druhu (církev, byrokracie, soud, tisk). Jeho kritika je však nepřímá, často využívá kontrastu, květnatého jazyka a černého humoru. Tak i písně zabývající se pochmurnými tématy vyznívají nakonec vesele.
Tomu napomáhá také jednoduchý, celkovou harmonii podpírající hudební doprovod (většinou pouze doprovodná kytara a kontrabas), převážně durové melodie a Brassensův vlastní přednes.
Brassensovo dílo se dodnes těší výjimečné popularitě. Již za své aktivní kariéry (50.–70. léta) přímo inspiroval celou generaci písničkářů a šansoniérů. Roku 1967 byl vyznamenán Velkou cenou Francouzské akademie za poezii.
Jsou mu věnovány desítky disertačních prací, po celém světě se stále dobře prodávají jeho nahrávky, stále se objevují nové a nové interpretace a – i přes mimořádnou obtížnost – existují překlady jeho písní do více než 20 jazyků.
U nás Brassense překládá a interpretuje především Jiří Dědeček. Věnoval mu EP Špatná pověst (1989), CD Žalozpěv pro lehký holky (1998) a výběr z textů Klejme píseň dokola (1988).